# Avionica

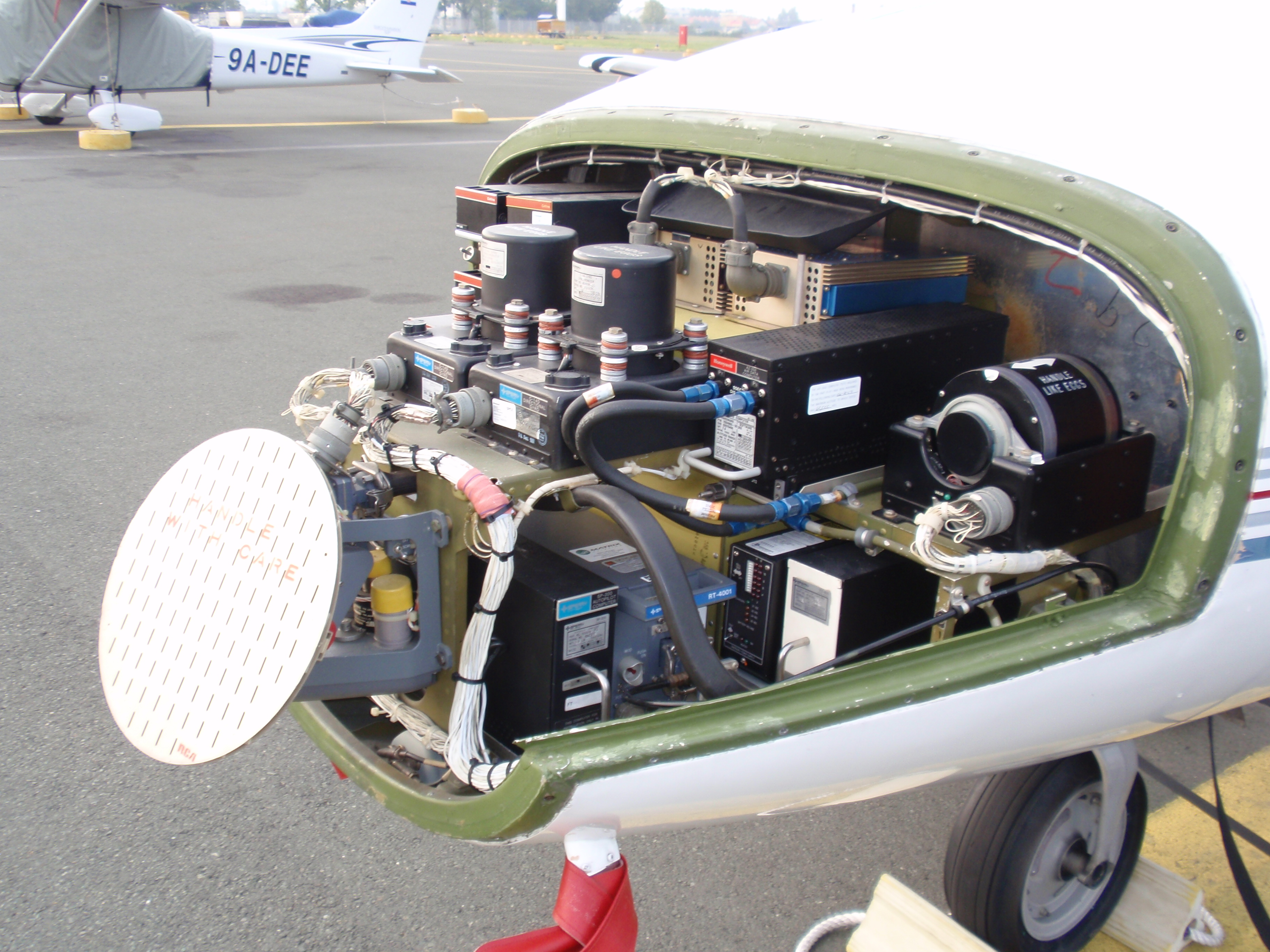
Compartimento avionico di un Cessna 501

Con il termine avionica si indicano tutti gli equipaggiamenti elettronici installati a bordo degli aeromobili e preposti al pilotaggio. 
L'avionica include i sistemi di navigazione e comunicazione, autopiloti e sistemi di condotta di volo.
L'ente internazionale per l'aviazione civile definisce avionica "qualsiasi dispositivo elettronico, compresa la sua parte elettrica, utilizzato in un aeromobile, includendo dispositivi per comunicazioni radio, sistemi di volo automatico e strumentazione".
Talvolta sono considerati avionica anche i sistemi elettronici non riguardanti l'attività di pilotaggio, come i sistemi video in cui le informazioni ed i parametri di volo vengono presentati ai piloti su display (CRT o LCD) invece dei tradizionali strumenti analogici (glass cockpit). La maggior parte di questi dispositivi rientra nella categoria dei sistemi embedded e sistemi critici. Esempi di questo tipo di avionica sono gli apparati installati sui velivoli militari, dove le missioni da compiere sono affidate in modo inscindibile a componenti di avionica dedicata, come display tattici, HUD, Data Link tattici, transponder IFF, TACAN, radar di scoperta, di attacco e guida missili, telemetri di acquisizione e mira, sensori all'infrarosso, disturbatori e ricevitori da guerra elettronica, radar altimetrici, antenne sia trasmittenti che riceventi di svariato tipo e banda di frequenza ecc. Il tutto è solitamente coordinato da uno (o più, magari in ridondanza) Mission Computer ("computer di missione"), anch'esso da considerare come facente parte dell'avionica, essendo progettato specificatamente per quel particolare tipo e versione di velivolo.
In certi velivoli può capitare che alcuni moduli di avionica dedicati vengano sostituiti al momento con altri, a seconda della particolare missione da svolgere. Il termine avionica viene anche utilizzato con riferimento alle installazioni elettroniche dei veicoli spaziali.

## Storia
Il termine "avionics" (reso "avionica" in italiano) è stato coniato dal giornalista Philip J. Klass come contrazione del termine inglese aviation electronics ("elettronica per l’aviazione"), ed in generale riconosciuto come strumentazione di bordo.
Molti dei moderni sistemi avionici ebbero origine con gli sviluppi tecnologici a seguito della seconda guerra mondiale. Ad esempio, i sistemi di autopilota, oggi molto diffusi, sono stati ideati per aiutare i bombardieri a volare in modo sufficientemente stabile e costante per poter colpire con precisione i loro obiettivi pur mantenendosi ad alta quota. È noto che il radar è stato sviluppato nel Regno Unito, in Germania e negli Stati Uniti nello stesso periodo. I sistemi di radiotelefonia sono stati installati negli aeromobili prima della seconda guerra mondiale e sono stati utilizzati per il coordinamento delle missioni e il controllo del traffico aereo. I primi sistemi utilizzavano le valvole elettroniche e, dato il loro peso e dimensioni, erano installati remotamente con il solo controllo montato nella cabina di pilotaggio. La standardizzazione delle frequenze in VHF avvenne subito dopo la seconda guerra mondiale, ed i sistemi di comunicazione radio a transistor sostituirono i sistemi basati sulle valvole elettroniche quasi subito dopo. Fino al 1960 a questi sistemi furono apportate soltanto variazioni di poco conto. I primi sistemi di navigazione richiedevano che il pilota o il navigatore indossassero le cuffie e prestassero attenzione al volume relativo dei toni in ciascun orecchio per determinare la direzione e governare in rotta.
Nel 1992 viene pubblicata la norma DO-178B per lo sviluppo software dei componenti avionici, divenuta poi lo standard de-facto per la certificazione dei sistemi computerizzati degli aeromobili. La norma è stata poi sostituita dalla nuova versione DO-178C nel 2011.

### Sistemi di navigazione
Successivamente agli anni '60, con l'avvento della microelettronica e poi del digitale, i sistemi di navigazione si svilupparono lungo cinque direttrici diverse:
| Sigla | Sistema                      | Campo di utilizzo       | Note |
| ----- | ---------------------------- | ----------------------- | --- |
| ADF   | Automatic Direction Finder   | Navigazione aerea       | Strumento dotato di antenna e componenti elettronici per la ricezione e demodulazione di segnali emessi da stazioni a terra NDB (Non-Directional Beacon). Fornisce la direzione e il verso di provenienza del segnale NDB (e quindi indica la posizione angolare della stazione emittente) per mezzo del principio di induzione elettromagnetica |
| VOR   | VHF Omnidirectional Range    | Navigazione aerea       | Dal 1949 l'ICAO lo ha definito come standard per le navigazioni a corto e medio raggio, sostituendo precedenti sistemi funzionanti in bassa frequenza. Una stazione di terra VOR, chiamata anche radiofaro, trasmette onde radio in VHF che vengono captate da un ricevitore a bordo che le elabora e fornisce informazioni utili al pilota per capire la sua posizione rispetto al radiofaro stesso |
| ILS   | Instrument Landing System    | Atterraggio strumentale | Progettato per consentire un atterraggio strumentale, è un sistema elettronico di terra e di bordo ideato per guidare gli aeromobili nella fase finale di un avvicinamento strumentale di precisione verso la pista di un aeroporto. Il sistema è particolarmente importante nello svolgimento di operazioni in condizioni di bassa visibilità (soprattutto dovute a nebbia), consentendo di portare a termine atterraggi con una visibilità orizzontale ridotta anche a meno di 100 metri                                                                                                 |
| DME   | Distance Measuring Equipment | Navigazione aerea       | Fornisce una lettura costante in miglia nautiche della distanza obliqua chiamata Slant Range (e non una distanza orizzontale) dell'aeromobile rispetto alla stazione DME di terra. Maggiore è la differenza tra la distanza obliqua e quella orizzontale, più l'aereo si avvicina alla stazione di terra |
| GPS   | Global Positioning System    | Navigazione aerea       | È un sistema di posizionamento e navigazione satellitare civile che, attraverso una rete dedicata di satelliti artificiali in orbita, fornisce ad un terminale mobile o ricevitore GPS informazioni sulle sue coordinate geografiche ed orario, in ogni condizione meteorologica, ovunque sulla Terra o nelle sue immediate vicinanze ove vi sia un contatto privo di ostacoli con almeno quattro satelliti del sistema. La localizzazione avviene tramite la trasmissione di un segnale radio da parte di ciascun satellite e l'elaborazione dei segnali ricevuti da parte del ricevitore |

### Importanza dell'avionica nel costo di un aereo
L'avionica moderna è una parte sostanziale della spesa per gli aerei militari. Circa il 20% del costo di aerei come l'F-15E e l'F-14 (ora non più in servizio attivo) è dovuto alla loro avionica.
Anche il mercato civile ha visto una crescita dei costi dell'avionica. I sistemi di controllo del volo (fly-by-wire) e le nuove esigenze di navigazione richieste da spazi aerei più stretti, hanno aumentato i costi di sviluppo. Il principale cambiamento è stato il recente boom nel volo di massa: poiché sempre più persone iniziano a utilizzare gli aerei come principale mezzo di trasporto, sono stati inventati metodi sempre più elaborati per controllare in sicurezza gli aeromobili in questi spazi aerei estremamente ristretti.

## Modularità

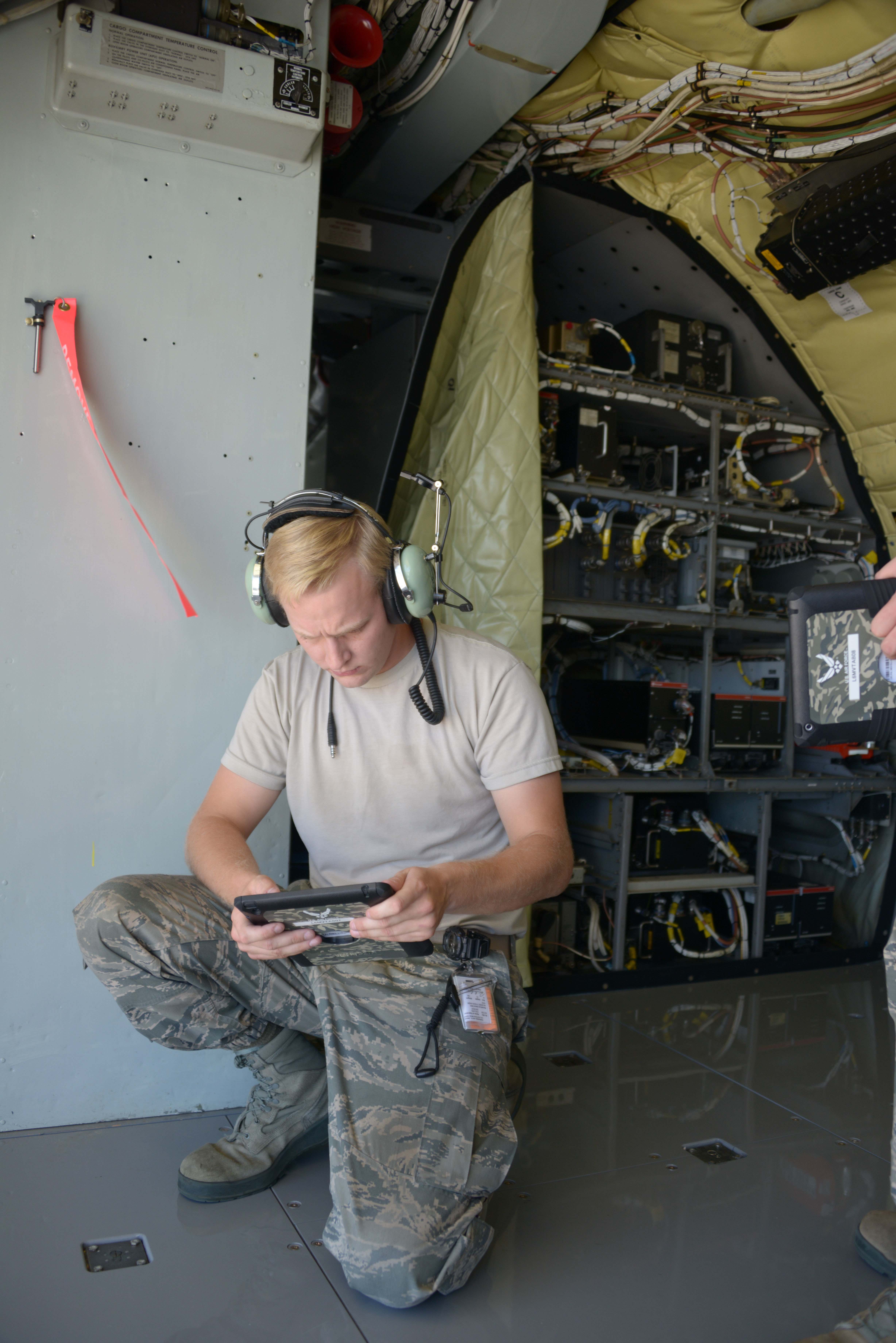
Un tecnico militare, a bordo di un Boeing KC-135 Stratotanker, studia un manuale di manutenzione. Si possono vedere sullo sfondo vari moduli di avionica, pronti per eventuali sostituzioni rapide.

Tipico dell'avionica, specialmente di tipo militare, è che l'elettronica venga separata in moduli funzionali distinti (normalmente, scatole di lega di alluminio schermate dai disturbi), ciascuno dedicato ad una "macro funzionalità", alloggiati e fissati in compartimenti dedicati all'interno della fusoliera (magari accessibile da portelli esterni per ispezione e manutenzione a terra), interconnessi fra loro per mezzo di bus di comunicazione digitali standardizzati (es. MIL-STD-1553B, CAN-bus, ARINC...), realizzando i collegamenti fra moduli con cavi specifici e connettori multipolari.
In questo modo si rende più semplice il compito della manutenzione, che in primo luogo può rapidamente sostituire, anche sul campo, un intero modulo in cui si sia verificato un guasto con uno "gemello" di ricambio, per poi intervenire in laboratorio per la sua riparazione.

## Sistemi

### NDB/ADF
L'abbinamento radiofaro non direzionale e radiogoniometro automatico (Non Directional Beacon e Automatic Direction Finder) è stato il primo sistema di radionavigazione a larga diffusione d'uso. Le postazioni radiofaro originali erano dei sistemi di potenza elevata e seguivano le rotte notturne precedentemente delineate dai fari a luce colorata. I sistemi RDF (Radio Direction-Finder/radiogoniometro) e ADF (Automatic Direction Finder) ricevono i segnali da queste postazioni. Una lancetta mostra al pilota la prua relativa verso la stazione. I radiofari utilizzano le bande radio a bassa e media frequenza e sono utilizzati su distanze brevi/medio lunghe come sistemi di supporto ad altri sistemi di navigazione (soprattutto ai VOR) per le loro buone caratteristiche di copertura. Generalmente non vengono usati da soli, per la loro scarsa precisione (che degrada ulteriormente in condizioni meteorologiche avverse).

### VHF e sistema VOR

Schema dei segnali omnidirezionale e direzionale di un VOR

Il vocabolo VHF, acronimo di Very High Frequency, identifica gli equipaggiamenti a radiofrequenza che operano nella banda di frequenza 30/300 MHz. Le caratteristiche di propagazione di questa banda di frequenza sono ideali per le comunicazioni a breve distanza. La ionosfera non riflette le onde radio VHF, per cui la propagazione avviene in linea ottica, rendendo i sistemi operanti in VHF particolarmente idonei alla navigazione.
Il normale utilizzo si verifica nelle comunicazioni radio terrestri in banda 88/108 MHz, e nelle trasmissioni televisive. In campo aeronautico trovano impiego, per la navigazione i sistemi VOR, acronimo di Vhf Omni-directional radio Range, ed i rice-trasmettitori in VHF per le comunicazioni terra-aria/aria-aria.
Il sistema VOR è un sistema poco sensibile alle interferenze meteorologiche e assicura ottime prestazioni di navigazione. Il sistema consente al pilota di introdurre negli apparati di bordo una radiale, con origine nel velivolo e con un angolo voluto rispetto al nord magnetico. Un indicatore di deviazione di rotta CDI, acronimo di Course Deviation Indicator, indica la misura dell'angolo di cui il velivolo devia dalla rotta specificata. Apparati DME, acronimo di Distance Measuring Equipment, sono talvolta abbinati ad un VOR e consentono di stabilire ed indicare la distanza del velivolo dalla stazione di terra.

### ILS
Il sistema ILS, acronimo di Instrumental Landing System, è un insieme di apparati usati per guidare strumentalmente gli aeromobili nella fase finale di avvicinamento all'inizio pista e durante l'atterraggio. Il sistema è composto da installazioni di terra e di bordo. Consiste di un localizzatore per la guida laterale (Localizer), di un sentiero di discesa per la guida verticale (Glide Slope), e di una serie di radiosegnalatori verticali per i segnali distanziali. Componenti opzionali includono il DME e un radiofaro locatore, nome dato ad un sistema NDB posto all'inizio della rotta di avvicinamento finale.

### Transponder

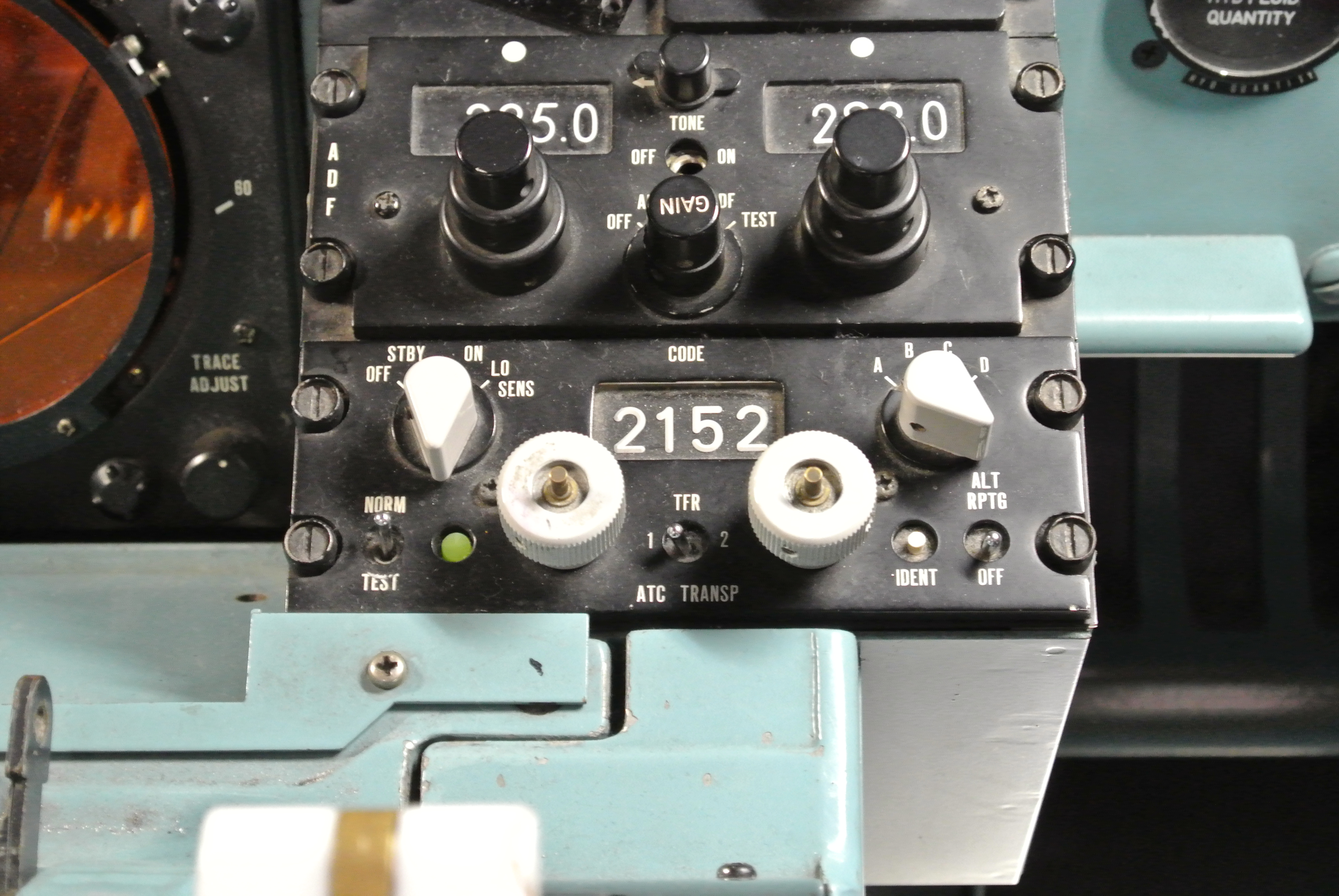
Organo di comando del trasponder di un DC9

Il transponder è un ricetrasmettitore che può essere interrogato dal radar secondario (SSR) del sistema di controllo del traffico aereo, al quale risponde in codice digitale. Questa risposta fornisce una prima identificazione dell'aeromobile e consente al radar di sorveglianza secondario di localizzare il velivolo più accuratamente ed a distanze superiori a quelle possibili con l'uso del solo radar primario. Questo sistema radar secondario, composto di un transponder a bordo e di un interrogatore a terra, è noto come "sistema radiofaro a domanda e risposta di controllo del traffico aereo" o ATCRBS.
Un transponditore di Modo A risponde con un codice di quattro cifre, ciascuna variabile da 0 a 7. Questo transponditore è noto quale "Transponditore codice 4096". Il pilota imposta il codice secondo il tipo e lo status del volo, oppure come disposto dal controllo di traffico aereo.
Un transponder di Modo C indica anche la quota barometrica espressa in centinaia di piedi (circa 30 metri) e codificata col codice 4096.
I moderni transponder in Modo S possono rispondere con un codice di identificazione digitale più lungo ed unico per ciascun velivolo (il che consente la singola identificazione dei velivoli anche in assenza di radiocomunicazione tra i velivoli ed il controllo) e può ricevere informazioni sul traffico aereo e mostrarle al pilota.
Un transponder IFF, di identificazione amico o nemico, è impiegato sui velivoli militari per distinguere sul radar gli aerei "amici" da quelli "nemici". Questi apparati possiedono modi operativi addizionali a quelli utilizzati nel controllo del traffico aereo civile.

### DME
L'apparato DME (Distance Measuring Equipment) è impiegato per informare il pilota della distanza del suo velivolo dalla stazione VOR; quindi con un rilevamento di prua ed una distanza da un VOR particolare, un pilota può stabilire la sua posizione esatta. A tali sistemi abbinati viene dato il nome di VOR/DME.
L'apparato DME fa anche parte di un sistema militare di navigazione largamente utilizzato negli Stati Uniti, il TACAN (Tactical Air Navigation). Una stazione di terra che combina il VOR ed il Tacan è noto come VORTAC. Le frequenze del VOR/DME o del VORTAC sono appaiate da uno standard internazionale. Non appena il pilota si sintonizza su una particolare frequenza VOR, l'equipaggiamento di bordo si sintonizzerà automaticamente sul DME o sul TACAN posti nella stessa località del VOR.

### LORAN
Il sistema LORAN (LOng RAnge Navigation) è un sistema di navigazione che impiega dei trasmettitori radio a bassa frequenza e che utilizza l'intervallo di tempo tra segnali radio ricevuti, da tre o più stazioni (una stazione principale di sincronizzazione e più stazioni secondarie sincronizzate), per stabilire la posizione di un aereo o di una nave. I sistemi LORAN provvedono alle esigenze di navigazione su ampie zone ed erano particolarmente utilizzati dall'aviazione civile. Con la disponibilità commerciale delle prestazioni del GPS e dei sistemi di navigazione inerziale INS, questo sistema è ora poco utilizzato.

### Sistemi di diagnostica
I velivoli commerciali sono costosi e rendono soltanto quando sono in volo. Per questa ragione gli operatori più abili eseguono in volo quanti più controlli possibili e durante il tempo di sosta nei terminali si occupano delle operazioni di manutenzione di maggiore entità.
Per rendere attuabile tutto ciò, sono stati incorporati degli elaboratori che controllano i sistemi dei velivoli e che registrano le avarie. Talvolta i dati relativi alle avarie vengono comunicati in anticipo per accelerare l'ordine delle parti di ricambio. Anche se questa procedura sarebbe quella ideale, questi sistemi automatici di controllo spesso non sono annoverati tra gli equipaggiamenti critici per la sicurezza del volo, pertanto la loro affidabilità è limitata. Si fa affidamento su di loro solamente per indicare che un equipaggiamento necessita di manutenzione.
Poiché il tempo del velivolo è prezioso, la maggioranza dell'avionica è progettata come "unità sostituibile in linea". Nel comparto dell'avionica queste unità sono letteralmente delle "scatole nere", di dimensioni standard, con supporti standard e connessioni per l'alimentazione ed il raffreddamento pure standard. I connettori prevedono anche lo spazio per le cablature di sistema che sono diverse per apparati di diversa fabbricazione, ma che ancora si adattano ai connettori standard.
Le unità di linea sono rimovibili e ricollocabili molto rapidamente. Si svita una coppia di viti di ritenzione e si estrae l'intera scatola con un estrattore idoneo. Poi si spinge in luogo la sostituzione, sistemando accuratamente i connettori ed il riscaldamento e serrando le viti. Questo riduce il tempo di riattamento dell'avionica ad alcuni secondi. Le unità rimosse sono poi inviate al deposito per la riparazione con idoneo e specifico banco prova. La maggior parte degli strumenti da pannello hanno delle derivazioni standard e sono progettati in modo da consentirne la riparazione.
Gli standard delle LRU (Line Replaceable Unit - i componenti sostituibili dal personale di manutenzione di linea) sono normalmente stabiliti dall'ARINC, "Aeronautical Radios Incorporated", una società sussidiaria posseduta in comune da parecchie compagnie aeree. Gli standard dell'ARINC hanno suggerito i criteri di riparabilità persino dei motori non elettrici, delle fusoliere e dei sistemi di cabina. L'ARINC amministra anche dei radiofari di navigazione in località geografiche che mancano di governi capaci di mantenere dei radiofari.

### Radioaltimetro
Il radioaltimetro misura l'altitudine dal suolo sorvolato. Questo tipo di altimetro fornisce al pilota la distanza effettiva tra il velivolo ed il terreno, mentre l'altimetro barometrico fornisce una distanza da una superficie isobarica di riferimento (livello del mare, aeroporto o Standard-1013,25). Il radioaltimetro presenta una certa criticità nei voli a bassa quota. È usato frequentemente sui velivoli commerciali per l'avvicinamento e l'atterraggio, specialmente in condizioni di scarsa visibilità (vedasi le norme del volo strumentale), così come nei velivoli militari che volano estremamente bassi per evitare il rilevamento radar.

## Progressi recenti
L'avionica è cambiata significativamente dopo l'avvento del GPS e dei sistemi visivi d'abitacolo.

### GPS
L'impiego del sistema GPS (Global Positioning System) ha cambiato la navigazione sia di crociera sia nelle fasi da avvicinamento ed atterraggio. I velivoli volavano tradizionalmente da un radiofaro di navigazione al successivo (cioè da un VOR ad un VOR). I tratti di rotta tra radiofari si chiamano aerovie. Le rotte percorse sulle aerovie raramente sono le rotte più brevi tra due aeroporti qualsiasi. L'uso delle aerovie era tuttavia necessario perché rappresentavano l'unica via alla navigazione in condizioni di volo strumentale. L'impiego del GPS ha cambiato tutto questo, consentendo un instradamento diretto, cioè consentendo al velivolo di navigare direttamente da punto a punto, senza la necessità di radioassistenza alla navigazione da terra. Ciò ha la potenzialità di ridurre significativamente il tempo di navigazione e il consumo di carburante lungo le rotte.
Tuttavia, l'instradamento diretto causa delle difficoltà non banali per il sistema di controllo del traffico aereo ATC. Lo scopo principale è quello di mantenere un'adeguata separazione verticale ed orizzontale tra i velivoli. L'uso dell'instradamento diretto rende più difficile il mantenimento della separazione. Una buona analogia sarebbe il traffico veicolare: le strade sono comparabili alle aerovie. Se non ci fossero le strade ed i conducenti semplicemente andassero direttamente alle loro destinazioni, ne risulterebbe un caos rilevante. Occasionalmente l'ATC concede il benestare all'instradamento diretto, ma molto limitatamente.
Progetti come il "Volo Libero" propongono di computerizzare gli ATC e di consentire un maggiore ricorso all'instradamento diretto con l'identificazione dei potenziali conflitti e con il suggerimento di idonee manovre per mantenere la separazione. Ciò risulta assai simile al sistema di anticollisione, ma su scala maggiore, e guarderebbe più in avanti nel tempo.
Il GPS ha anche cambiato nettamente la navigazione nella fase di avvicinamento ed atterraggio. Quando la visibilità orizzontale ed il tetto nuvoloso sono al di sotto dei minimi regolamentari del volo a vista (VFR), il velivolo deve volare secondo le regole del volo strumentale (IFR). Sotto IFR, il velivolo deve fare ricorso agli equipaggiamenti di navigazione per la guida orizzontale e verticale. Ciò è particolarmente importante nelle fasi di volo di avvicinamento ed atterraggio.
Gli avvicinamenti in IFR richiedono normalmente l'uso delle radioassistenze al suolo, quali il VOR, l'NDB e l'ILS. Il GPS offre un vantaggio importante sui sistemi tradizionali poiché non viene richiesto alcun equipaggiamento al suolo, con conseguente riduzione dei costi.

### Abitacolo a visori

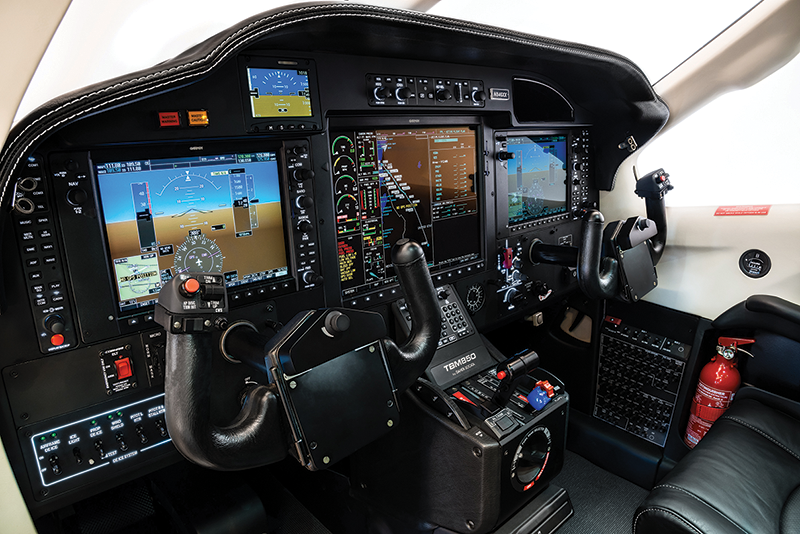
Un esempio di Glass Cockpit su un aereo di aviazione generale

L'aumento della capacità di calcolo dei computer e della qualità di visualizzazione LCD a frontale piatto hanno reso possibile la concretizzazione di posti di pilotaggio a visori. I posti di pilotaggio a visori, definiti impropriamente "ponti di volo del velivolo", hanno le informazioni disponibili su uno o più visualizzatori elettronici. Essi offrono carichi di lavoro del pilota decisamente più bassi e migliore consapevolezza della situazione con riferimento alle tradizionali console di bordo con "manometri da caldaia".
L'abitacolo a visori (glass cockpit) venne dapprima realizzato sui velivoli delle aerolinee e sui velivoli militari. Recentemente sono comparsi anche sui velivoli dell'aviazione civile quale il velivolo SR20 della "Cirrus Design Corporation" e nei progetti di velivoli della "Lancair International, Inc".

### SATCOM (High-gain Satcom Antenna System)
Sistema per i servizi di comunicazione satellitare. Consente il trasferimento simultaneo di dati e segnali vocali ed inoltre include un sistema per la gestione dei dati di navigazione e del traffico aereo. Il sistema è costituito da un'antenna ad alto guadagno, un misuratore di fase ed un amplificatore. Risulta particolarmente utilizzato nello scambio di informazioni tra l'aereo ed entità oltre l'orizzonte, il satellite viene quindi utilizzato come "ponte" per consentire la trasmissione di dati e segnali a grande distanza.